# Weberbauera imbricatifolia
Weberbauera imbricatifolia là một loài thực vật có hoa trong họ Cải. Loài này được (Barnéoud) Al-Shehbaz miêu tả khoa học đầu tiên năm 1990.